# Katarzyna Tatarak
Katarzyna Tatarak (ur. 20 maja 1965) – polska aktorka filmowa i dubbingowa. W 1988 roku ukończyła studia na PWST w Warszawie.

## Filmografia
- 2004: Długi weekend – Małgosia
- 2002–2004: Ludzie wśród ludzi
- 2000: Wielkie rzeczy: System – Irena, synowa Ratajczaka
- 1999: Dług – oficer dyżurna przyjmująca skargę Adama
- 1991: Maria Curie (Marie Curie, une femme honorable) – Bronka Kowarska
- 1989: Światło odbite – Lidka

## Przed kamerą gościnnie
- 2014: Przyjaciółki – pielęgniarka (odc. 43 i 44)
- 2010: Hotel 52 – pielęgniarka (odc. 25)
- 2009: Siostry – przedszkolanka Budzykowa (odc. 5, 8 i 9)
- 2005: Magda M. – Staszewska
- 2004–2006: Kryminalni – Pielęgniarka
- 2000: 13 posterunek 2
- 1989: Rzeka kłamstwa
- 1989: Odbicia – Lidka (odc. 1 i 2)

## Dubbing
- 2017: Zagadki rodziny Hunterów – Gertrude
- 2016: Wojownicze żółwie ninja: Wyjście z cienia – Rebecca Vincent
- 2014: Pszczółka Maja. Film – Klementyna[1]
- od 2013: Avengers: Zjednoczeni –
  - Titania (odc. 42),
  - Medusa (odc. 61),
- 2012: Legenda Korry – Pema
- 2011: Scooby Doo i Brygada Detektywów – Afrodyta/Amanda Smythe (odc. 16)
- 2008: Titeuf – mama Titeufa
- 2008: Potwory i piraci – Lula
- 2008: Amerykański smok Jake Long – Dannika Honeycut
- 2007: Truskawkowe Ciastko – Jabłuszko
- 2007: Sonic Underground – Królowa Aleena
- 2007: Scooby Doo i śnieżny stwór – Minga
- 2006: Brenda i pan Whiskers – Brenda
- 2005: Jaś i Małgosia (wersja TVP) – Jaś
- 2005: B-Daman
- D2004–2005: Ucz się z rodzicami – Narratorka
- 2004: Pani Pająkowa i jej przyjaciele ze Słonecznej Doliny
- 2004: Magiczny kamień – Alanta
- 2004: Pupilek – Adela
- 2004–2006: Liga Sprawiedliwych bez granic
- 2004: Transformerzy: Wojna o Energon – Miranda
- 2004: Niezwykłe ranki Marcina Ranka – Marcin Ranek
- 2004: Power Rangers Dino Grzmot –
  - Kylee Styles,
  - Radna Eleanor Sanchez,
  - Rita Odraza,
  - Kapri
- 2003–2006: Bracia Koala – Jaś
- 2003: Świat nonsensów u Stevensów – Ren
- 2003: Power Rangers Ninja Storm – Marah
- 2003: Baśniowy świat 3
- 2003: Robociki
- 2002–2005: Baśnie i bajki polskie –
  - Złota kaczka / arystokratka (odc. 2),
  - Królowa pszczół (odc. 3),
  - kaczusia (odc. 3),
  - Ptak (odc. 4),
  - Maciek (odc. 8),
  - królewicz (odc. 11)
- 2002–2003: He-Man i władcy wszechświata
- 2002–2013: Maks i Ruby – Ruby
- 2002: Krówka Mu Mu
- 2002: Co nowego u Scooby’ego?
- 2002: Kopciuszek II: Spełnione marzenia
- 2001: Mroczne przygody Billy’ego i Mandy –
  - Junior (oprócz odc. 15a),
  - Nigel Planter (odc. 24a),
  - Jeremy „Żmija” (odc. 67a),
  - Hariel, Księżniczka Mórz i Oceanów (odc. 69b)
- 2001-2013: Odlotowe agentki –
  - Shelly (odc. 152),
  - chłopiec na widowni (odc. 153)
- 2001–2004: Medabots – Ikki
- 2001–2003: Aparatka – Nina
- 2001–2002: Café Myszka
- 2000−2002: Owca w Wielkim Mieście
- 1999–2001: Wodnikowe Wzgórze[2] –
  - Dołek,
  - Spartina
- 1999: Eugenio
- 1999: Stalowy gigant – Anne Hughes
- 1999: Mądry maluch – narratorka
- 1998–2004: Atomówki – Panna Keane
- 1998: Pocahontas 2: Podróż do Nowego Świata – Pocahontas
- 1998: Dziesięcioro przykazań – opowieści dla dzieci
- 1998: Magiczny miecz – Legenda Camelotu – Kayley
- 1998: Teknoman – Tina
- 1995: Dragon Ball Z: Fuzja – Goten
- 1995: Dragon Ball Z: Atak smoka – Goten
- 1995–2001: Mały Miś
- 1994–1998: Spider-Man – Genevieve
- 1993: Uwolnić orkę – Rae Lindlay
- 1992: W 80 marzeń dookoła świata – Marianna
- 1991: Przygody Syrenki – Bobo
- 1991: Trzy małe duszki – Bumper
- 1991: Hook
- 1991: Powrót króla rock and „rulla” − Edmond
- 1991: Amerykańska opowieść. Fievel jedzie na Zachód − Fievel
- 1990–1994: Super Baloo – Kit Chmurołap
- 1989: Miś Paddington
- 1986: Amerykańska opowieść – Fievel
- 1985–1991: Gumisie – Kevin (odc. 27-65)
- 1984–1985: Tęczowa kraina
- 1983: Czarodziej z Wielkiego Brzucha – Ganchan
- 1978: Władca Pierścieni – Galadriela